# El Toro (berg)
De El Toro is een berg in Peru. De berg heeft een hoogte van 5830 meter.
De El Toro is onderdeel van de Cordillera Huayhuash, dat weer deel uitmaakt van het Andesgebergte.